# Valerio Adami
Valerio Adami (n. Bolonia, 17 de marzo de 1935) es un pintor, diseñador y grabador italiano cuyo estilo tiene influencias del Pop art.
Reconocido como uno de los artistas europeos vivos más importantes, Valerio Adami se singulariza por su personal estilo, síntesis de Cubismo, Pop art y Futurismo.
Pertenece al grupo de artistas relacionados con el movimiento Pop art surgido, principalmente, a fines de la década de los 50s y principios de los 60s, su estilo se basa en colores planos y una linea gruesa propio de los comics.

## Vida y obra
Recibe una sólida formación en el estudio de Achille Funi, en la Accademia di Belle Arti di Brera, de Milán (1951-54). Se instala en París en 1957, y a partir de entonces desarrolla su actividad a caballo entre Francia e Italia. 
Su estilo inicial es expresionista, y combina imágenes violentas y chistosas, bajo influencia de Roberto Matta y las tiras de cómic. Protagoniza su primera exposición importante en 1962 (Londres, Institute of Contemporary Art), y pronto participa en la Documenta III de Kassel.
A mediados de los 60, Adami fija su estilo más conocido, de influencia pop: imágenes estilizadas, perfiladas en negro sobre áreas de intensos colores planos. Su proceso creativo arranca de fotografías y demás imágenes de su entorno, que desmenuza, combina y presenta en formas esquemáticas. Su éxito es rápido, y en 1968 representa a Italia en la Bienal de Venecia.
En esa época, decora con cuatro grandes murales la sede del Firstar Bank en Madison (Wisconsin, EE. UU.)
Las imágenes creadas por Adami ofrecen frecuentemente fragmentos de la sociedad moderna, objetos sacados de contexto y perspectiva y que así parecen nuevos. En sus primeros años de estilo pop, crea visiones de espacios desiertos, pero posteriormente representa a personajes de la cultura moderna como Sigmund Freud y James Joyce. 
Su etapa más reciente, a partir de los 80, se centra en la creación de espacios fantásticos donde revitaliza los mitos de la cultura occidental desde Ovidio, plasmando alusiones a la belleza, la creatividad, el deseo y el sexo. 
Se le dedica un número de Eighty, revista francesa sobre el arte de los años 80; es también estudiado por The New Yorker, y merece estudios críticos de Italo Calvino y Jacques Derrida.
En 1985 se le dedica una antológica en el Centro Georges Pompidou de París y en el Communo de Milán. Hay que destacar otras exposiciones en Boston, Bruselas, Hamburgo, México, Jerusalén, París (Musee d´Art Moderne de la Ville) y Milán (Palazzo Reale). En 1993 se crea la Academia-Fundación Adami en Liechtenstein.
En 2005, se le dedica una exposición de dibujos en Madrid. Sin embargo, su presencia en colecciones españolas es muy limitada. Se mencionan obras suyas en el IVAM de Valencia, que le había dedicado una muestra individual a finales de los 90.
- Datos: Q562139
- Multimedia: Valerio Adami / Q562139